# Livia Resegatti
Livia Resegatti (* 22. August 1991) ist eine Schweizer Unihockeyspielerin. Sie steht beim Nationalliga-B-Vertreter UHC Waldkirch-St. Gallen unter Vertrag.

## Karriere
Resegatti begann ihre Karriere beim UHC Waldkirch-St. Gallen und durchlief alle Juniorenstationen bei Ostschweizer Verein. 2008 debütierte sie in der ersten Mannschaft des UHC Waldkirch-St. Gallen in der Nationalliga B.
Nach einer erfolgreichen Saison 2016/17 stieg Resegatti mit den Damen des UHC Waldkirch-St. Gallen in die Nationalliga A auf. Resegatti blieb dem UHC Waldkirch-St. Gallen nach dem Abstieg in die Nationalliga B nach nur einer Saison treu, obwohl ihr Angebot von Nationalliga-A-Vertretern vorlagen.
Aufgrund des Saisonunterbruchs wegen der Corona-Pandemie wurde die treffsichere Rechtsauslegerin von den Floorball Riders Dürnten-Bubikon-Rüti temporär verpflichtet. Ihr Engagement bei den Floorball Riders ist bis auf den Zeitpunkt der Wiederaufnahme der Nationalliga-B-Meisterschaft beschränkt.